# Jean Podolecki
 (octobre 2018).
Jean Kanty Podolecki, né en 1800 à Lisko et mort le 28 mai 1855 à Pau, est un poète polonais.

## Biographie
Résidant à Pau avec son épouse Sabine Kuszkowska, il est professeur d'allemand au lycée de la ville. Il meurt chez lui, à l'âge de 55 ans.